# バスケットボールザンビア代表
バスケットボールザンビア代表（バスケットボールザンビアだいひょう、Zambia men's national basketball team）は、ザンビアバスケットボール協会により国際大会に派遣される男子バスケットボールのナショナルチームである。

## 歴史
1989年アフリカ選手権10位が最高成績である。

## 主な国際大会成績
- オリンピック
  - 出場なし
- ワールドカップの成績
  - 出場なし
- アフリカ選手権の成績
  - 1989年 ― 10位